# Liga Premier de Sri Lanka
La Sri Lanka Football Premier League, llamada Dialog Champions League por razones de patrocinio, es la segunda división de fútbol de Sri Lanka, la cual se disputó por primera vez en 1985 y es organizada por la Federación de Fútbol de Sri Lanka.

## Sistema de competencia
La Sri Lanka Football Premier League se juega con un sistema de 2 fases:
- Primera Fase: Los 18 equipos se dividen en dos grupos de diez clubes cada uno, los clubes de cada grupo se enfrentan todos contra todos a 2 vueltas, completando 18 partidos. Los mejores 4 lugares de cada grupo avanzan a la segunda ronda o cuartos de final y los últimos dos lugares de cada grupo descienden a la División Uno.
- Segunda Fase: Los 4 equipos se enfrentan, el 1.º contra el 4.º y el 2.º contra el 3.º a un partido. Los que ganen juegan la final para decidir al campeón.

## Equipos de la Dialog Champions League 2016

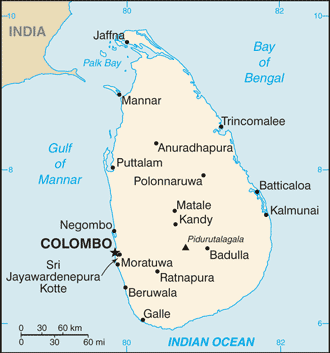
Sri Lanka.

| Club                | Ciudad         | Estadio |
| ------------------- | -------------- | ------- |
| Air Force SC        | (Colombo)      |         |
| Army SC             | (Ratnapura)    |         |
| Blue Star SC        | (Kalutara)     |         |
| Colombo FC          |                |         |
| Crystal Palace SC   | (Gampola)      |         |
| Java Lane SC        | (Colombo)      |         |
| Matara City SC      | (Matara)       |         |
| Nandimithra SC      | (Colombo)      |         |
| Navy SC             |                |         |
| Negambo Youth       | (Negombo)      |         |
| New Young SC        | (Wennapuwa)    |         |
| Police SC           | (Colombo)      |         |
| Renown SC           | (Colombo)      |         |
| Saunders SC         | (Colombo)      |         |
| Solid SC            | (Anuradhapura) |         |
| Super Sun SC        | (Beruwala)     |         |
| Thihariya Youth SC  | (Gampaha)      |         |
| Up Country Lions SC | (Nawalapitiya) |         |

## Palmarés
| Temporada        | Campeón           | Subcampeón        |
| ---------------- | ----------------- | ----------------- |
| Colombo League   |                   |                   |
| 1985             | Saunders SC       | York SC           |
| 1986             | Saunders SC       |                   |
| 1987             | Saunders SC       |                   |
| 1988             | Old Bens SC       |                   |
| Super League     |                   |                   |
| 1989             | Saunders SC       |                   |
| 1990             | Renown SC         |                   |
| 1991             | Saunders SC       | Ratnam SC         |
| 1992             | Saunders SC       |                   |
| 1993             | Renown SC         |                   |
| 1994             | Renown SC         |                   |
| 1995             | Pettah United SC  |                   |
| 1996             | Saunders SC       |                   |
| 1997             | Saunders SC       |                   |
| 1997-98          | Ratnam SC         |                   |
| 1998-99          | Saunders SC       |                   |
| Premier League   |                   |                   |
| 1999-00          | Ratnam SC         |                   |
| 2000-01          | Saunders SC       | Negombo Youth SC  |
| 2001-02          | Saunders SC       | Negombo Youth SC  |
| 2002-03          | Negombo Youth SC  |                   |
| 2003             | Blue Star SC      | Ratnam SC         |
| 2004-05          | Saunders SC       | Ratnam SC         |
| 2005-06          | Negombo Youth SC  | Ratnam SC         |
| 2006-07          | Ratnam SC         | Blue Star SC      |
| 2007-08          | Ratnam SC         |                   |
| 2008-09          | Sri Lanka Army SC | Ratnam SC         |
| Champions League |                   |                   |
| 2009-10          | Renown SC         | Air Force SC      |
| 2010-11          | Don Bosco SC      | Sri Lanka Army SC |
| 2011-12          | Ratnam SC         | Sri Lanka Army SC |
| 2013             | Air Force SC      | Renown SC         |
| 2014-15          | Solid SC          | Colombo FC        |
| 2015             | Colombo FC        | Renown SC         |
| 2016-17          | Colombo FC        | Renown SC         |
| 2017-18          | Colombo FC        | Renown SC         |
| 2018-19          | Defenders FC      | Colombo FC        |
| 2019-20          | No disputado      | No disputado      |
| Super League     |                   |                   |
| 2020-21          | No disputado      | No disputado      |
| 2021-22          | Matara SC         | Java Lane SC      |

## Títulos por club
| Club                             | Campeón | Años campeón                                                           |
| -------------------------------- | ------- | ---------------------------------------------------------------------- |
| Saunders SC                      | 12      | 1985, 1986, 1987, 1989, 1991, 1992, 1996, 1997, 1999, 2001, 2002, 2005 |
| Ratnam SC                        | 5       | 1998, 2000, 2007, 2008, 2012                                           |
| Renown SC                        | 4       | 1990, 1993, 1994, 2010                                                 |
| Colombo FC                       | 3       | 2016, 2017, 2018                                                       |
| Negombo Youth SC                 | 2       | 2003, 2006                                                             |
| Defenders FC (Sri Lanka Army SC) | 2       | 2009, 2019                                                             |
| Blue Star SC                     | 1       | 2004                                                                   |
| Old Bens SC                      | 1       | 1988                                                                   |
| Pettah United SC                 | 1       | 1995                                                                   |
| Don Bosco SC                     | 1       | 2011                                                                   |
| Sri Lanka Air Force SC           | 1       | 2013                                                                   |
| Solid SC                         | 1       | 2015                                                                   |
| Matara SC                        | 1       | 2022                                                                   |

## Últimos Goleadores
| Temporada | Jugador(es)      | Club        | Goles |
| 2006-07   | Kasun Jayasuriya | Ratnam SC   | 24    |
| 2007-08   | Kasun Jayasuriya | Ratnam SC   | 12    |
| 2008-09   | Kasun Jayasuriya | Renown SC   | 13    |
| 2009-10   | Mohamed Fazal    | Renown SC   | 14    |
| 2014–15   | Mohamed Izzadeen | Army SC     | 26    |
| 2015      | M.C.M. Rifnaz    | Renown SC   | 9     |
| 2016–17   | Job Micheal      | Renown SC   | 11    |
| 2017–18   | Job Micheal      | Renown SC   | 19    |
| 2021-22   | Asante Evans     | Serendib SC | 14    |